# Marynen
NV Technisch Bureau Marynen (later Marijnen) was een Nederlandse fabrikant en importeur van koelkasten, wasmachines, keukenapparatuur en ander witgoed, zowel voor de consumentenmarkt als de bedrijfsmarkt.

## Geschiedenis
P.A.J. Marynen begon als uitgever bij 'Ducroissi Goetzee' in Rotterdam. In 1895 trad hij in het huwelijk. Met J. Knuttel zette hij de uitgeverij in 1897 voort als Marynen & Knuttel en ook H.H. Schrijvers werd vennoot. In 1899 werd het bedrijf tevens een agentschap. Net na de eeuwwisseling was Technisch Bureau Marynen, ondertussen gevestigd in Den Haag, actief in gascomforen en breidde het zich uit tot een algemeen bedrijf in materialen en apparaten voor elektrische, licht-, schel-, kracht- en telefooninstallaties en had meerdere vestigingen in het land. In 1930 werd het bedrijf beursgenoteerd aan de Amsterdamse effectenbeurs. Marynen overleed op 21 november 1937 in Antwerpen op 72-jarige leeftijd.
Na de Tweede Wereldoorlog werd het Technisch Bureau Marynen ook importeur van koel- en vriesinstallaties. Onder meer het merk Kelvinator werd vertegenwoordigd. In 1962 werd onder het eigen merk 'Marynen' begonnen met de verkoop van koelkasten, vrieskisten en wasmachines. In Culemborg had het bedrijf twee fabrieken voor bedrijfskoelinstallaties. Vanaf eind jaren 60 werden de koelkasten en vriezers voor consumenten door het Italiaanse Zanussi geproduceerd. 

### Overnamen
In oktober 1970 nam Zanussi de afdeling huishoudelijke apparaten en de service van Marynen over. Zanussi werd in 1984 onderdeel van Electrolux. In 2007 werd de verkoop van het merk Marijnen in Nederland beëindigd.
De afdeling bedrijfsinstallaties bleef bij Technisch Bureau Marynen en ging verder als Marijnen. In 1973 werd Marijnen overgenomen door Van Berkel. Het bedrijfsonderdeel werd voortgezet als Berkel Marynen en in 1982 samengevoegd met Minks Bedrijfskoeling uit Barneveld. In 1987 werd Minks Marynen verkocht aan Wolters & Schaberg. Hierna kwam ook dit onderdeel bij Electrolux als onderdeel van dochterbedrijf Carrier.